# Комитет для уравнения городских повинностей
Комитет для уравнения городских повинностей — организация, занимавшаяся контролем городского налогообложения в Москве с 1802 по 1824 годы. Помимо этого, комитет занимался благоустройством Москвы и распределением городского имущества.

## История
Комитет был учреждён по именному указу императора 2 февраля 1802 года. В состав комитета входили выборные — 4 человека: один купец, один один дворянин и ещё два члена, назначаемые лично императором.
В соответствии с указом, задачами комитета было получение информации о доходах и расходах Москвы, а также поиск путей на уменьшение податей со стороны населения города.
В канцелярию комитета входили управляющий, канцелярист, два экспедитора, два копииста, экзекутор, вахмистр, два сторожа и два подканцеляриста.
Сфера деятельности комитета охватывала все городские повинности: натуральные и денежные. К денежным сборам относились налоги за сдачу в аренду домов и лавок, с опротестованных долговых бумаг, деньги, полученные от откупа городских бань, с крестьян, трудящихся в лавках. Комитет также следил за порядком получения питейных откупов, акцизов с производителей пива. Натуральные подати, собираемые с города, шли на содержание военных, освещение улиц и ремонт дорог.
Комитет произвёл перепись всего недвижимого имущества города.
Чиновникам было запрещено занимать более одной квартиры.
В 1806 году по инициативе комитета был отменён сбор с кораблей, приходящих в Москву, так как это увеличивало стоимость ввозимых товаров. Также были отменены подати с трактиров, магазинов, постоялых дворов чайных. В 1805 году поземельный налог поменяли на подушный.
В 1810 году комитетом был создан атлас Москвы, куда вошли планы домов и владений Москвы. В 1812 году был создан рукописный атлас города в границах Камер-Коллежского вала.
16 октября 1820 года был создан Комитет о рассмотрении приходов и расходов Московской городской думы. 10 мая 1824 года Комитет для уравнения городских повинностей был упразднён.